# Trygonoptera personata
Trygonoptera personata (лат.) — вид рода тригоноптеров семейства короткохвостых хвостоколов отряда хвостоколообразных. Эндемик субтропических прибрежных вод юго-западной Австралии. Встречается на глубине до 115 м. Тело округлое с широким мясистым треугольным рылом. Сравнительно короткий хвост оканчивается хвостовым плавником. Имеется один спинной плавник. Окраска сероватого или коричневатого цвета. В верхней части диска расположена пара тёмных пятен, окружающие глаза скатов подобно маске. Ноздри имеют увеличенные доли во внешних выступах и складку кожи в форме юбочки с бахромчатым задним краем между ними. На хвостовом стебле расположен один жалящий шип. Максимальная зарегистрированная длина 31 см.
Trygonoptera personata являются яйцеживородящими, развивающиеся эмбрионы питаются желтком и гистотрофом, произведённым матерью. Как правило, в помёте 1 новорожденный. Беременность длится около года. Рацион в основном состоит из полихет. Не являются объектом целевого лова.

## Таксономия
Впервые Trygonoptera personata был научно описан в 1987 году. Видовое название происходит от слова лат. persona — «маска», «личина» и связано характерной отметиной вокруг глаз этого ската. Голотип представляет собой самца длиной 23,1 см, пойманного на северо-востоке Кейп Натуралист, Западная Австралия (33°01′ ю. ш. 115°10′ в. д.), на глубине 70 м. Паратипы: самцы длиной 19—20,2 см и самки длиной 18,8—20,8, пойманные в юго-западной части Шарк-Бэй на глубине 115—160 м, неполовозрелый самец длиной 16,5 см, пойманный у побережья Перта, самка длиной 19,3 см, пойманная к северо востоку от острова Роттнест на глубине 31—36 м и самка длиной 17,3 см, пойманная в Шарк-Бэй.

## Ареал
Trygonoptera personata являются эндемиками прибрежных вод юго-западной Австралии. Они обитают от Джеограф Бэй до Шарк-Бэй. Эти донные рыбы встречаются от мелководья до континентального шельфа глубиной 115 м, наиболее они распространены между 20 и 35 м. Предпочитают песчаное и покрытое водорослями дно. Сегрегация по полу и сезонные миграции не наблюдаются.

## Описание
Широкие грудные плавники Trygonoptera personata сливаются с головой и образуют диск в виде круга. Передний край почти прямой, мясистое закруглённое рыло образует тупой угол и не выступает за границы диска. Среднего размера глаза расположены в верхней части диска, позади глаз имеются брызгальца в виде запятых. Внешний край ноздрей переходит в широкую и плоскую лопасть. Между ноздрями пролегает кожаный лоскут с бахромчатым задним краем, который нависает над ртом. Наружный край нижней челюсти покрывают многочисленные пальцевидные отростки, на дне ротовой полости также имеются 3—4 отростка. Зубы мелкие с овальными основаниями. На вентральной поверхности диска расположены пять пар коротких жаберных щелей.
Края небольших брюшных плавников закруглены. Длина хвоста составляет 67—86 % длины диска. Хвост имеет овальное сплюснутое поперечное сечение, латеральные складки отсутствуют. Он оканчивается удлинённым листовидным хвостовым плавником. На дорсальной поверхности хвоста расположен крупный спинной плавник, а сразу за ним — зазубренный шип. Кожа лишена чешуи. Окраска от серого до желтовато-коричневого цвета. Глаза окружены тёмной «маской», У молодых скатов хвостовой и спинной плавники тёмные, с возрастом они светлеют. Вентральная поверхность светлая, края диска темнее. Максимальная зарегистрированная длина самцов 27 см, а самок 31 см.

## Биология
Основу рациона составляют полихеты и ракообразные. Скаты охотятся как на зарывающихся червей, обитающих в трубках, так и на подвижных. Расширенные назальные лопасти и чувствительные пальцевидные отростки помогают им выкапывать добычу. Иногда Trygonoptera personata поедают сипункулидов, моллюсков и иглокожих. Молодые скаты питаются в основном ракообразными, в том числе Mysidacea, бокоплавами, кумовыми раками, клешненосными осликами и креветками. По мере взросления их рацион пополняется полихетами. Сидячие полихеты преобладают в рационе скатов длиной 13—29 см, тогда как более крупные особи охотятся в основном на подвижных червей.
Подобно прочим хвостоколообразным эти скаты размножаются яйцеживорождением. У самок имеется одна функциональная матка, расположенная справа. В помёте 1, изредка 2 новорожденных. Самки приносят потомство ежегодно. Овуляция и спаривание происходят с середины июня до середины июля. Оплодотворённые яйца заключены в тонкую коричневую капсулу и содержатся в яйцеводе в состоянии диапаузы до ноября. Затем они быстро развиваются, питаясь гистотрофом. Средний размер эмбрионов увеличивается с 1,1 см в декабре до 11 см в апреле. Новорожденные длиной около 13 см появляются на свет в конце апреля и в начале мая. Беременность, включая диапаузу, длится 10—12 месяцев. Самки растут медленнее и в целом достигают бо́льших размеров по сравнению с самцами. Самцы и самки становятся половозрелыми при длине 22 см и 23 см соответственно в возрасте около 4 лет. Максимальная зарегистрированная продолжительность жизни у самцов составляет 10 лет, а у самок 16 лет.

## Взаимодействие с человеком
Trygonoptera personata не являются объектом целевого лова. Они не опасны для человека. Они регулярно попадаются в качестве прилова при коммерческом промысле креветок. Пойманных рыб, как правило, выбрасывают за борт. Процент выживаемости среди них высок, хотя беременные самки при этом часто абортируют. Международный союз охраны природы присвоил этому виду статус сохранности «Вызывающий наименьшие опасения».